# Syphon Filter
Syphon Filter ist eine Computerspielserie des japanischen Konsolenherstellers und Publishers Sony Computer Entertainment, der die Marke für seine PlayStation-Produktfamilie verlegt.

## Beschreibung
Der Name der Serie leitet sich von der Bezeichnung einer Biowaffe ab, die zentrales Element der Spielhandlung ist. Der Syphon Filter kann gezielt zur Tötung zuvor ausgewählter demographischer Gruppen eingesetzt werden. Die Serie schildert Logans anhaltende Bemühungen, verbrecherische Syndikate an der Herstellung und Nutzung der Waffe zu hindern. Dabei steht er einflussreichen Verschwörungsgruppen gegenüber.
Das Konzept zur Entwicklung eines Spionage-Action-Spiels wurde ursprünglich von Sony erstellt und wurde beim Entwicklerstudio Eidetic in Auftrag gegeben. Sony war zu diesem Zeitpunkt auf der Suche nach einem Konkurrenzprodukt zum Nintendo-Erfolgstitel GoldenEye 007. Nach dem erfolgreichen Erstling übernahm das Sony Computer Entertainment das Studio im Jahr 2000 und benannte es in Sony Computer Entertainment Bend Studio um. Das Geschehen wird aus einer Third-Person-Perspektive präsentiert. Syphon Filter ist ein Stealth-Computerspiel, bei dem es gilt, offene Konfrontationen zu vermeiden. Daher sind gerade in späteren Titeln entsprechende Mechaniken wie ein Deckungssystem enthalten. Bereits die ersten beiden Spiele verkauften sich über eine Million Mal.

## Charaktere
Gabriel „Gabe“ Logan
Protagonist der Serie und Agent der sogenannten „Agency“ (später International Presidential Consulting Agency). In der englischen Originalversion vertont von John Chacon (Syphon Filter 1-3) und James Arnold Taylor (The Omega Strain, Dark Mirror, Logan's Shadow).
Lian Xing
Gabes Partnerin in allen Teilen. Im englischen Original vertont von Ava Fang (Syphon Filter), Zoe Galvez (Syphon Filter 2 & 3) und Kim Mai Guest (Omega Strain, Dark Mirror, Logan's Shadow).
Teresa Lipan
Eine ehemalige Ermittlerin des Bureau of Alcohol, Tobacco, Firearms and Explosives und frühere Agency-Mitarbeiterin, die im Serienverlauf mehrfach in Erscheinung tritt. Im englischen Original vertont von Shannon Tilton.
Lawrence Mujari
Ein Freund von Teresa Lipan und ehemaliger Soldat der Umkhonto we Sizwe, dem militärischen Arm der südafrikanischen Regierungspartei African National Congress während der Apartheid. Im englischen Original vertont von Bryan Session (Syphon Filter 2 & 3) und Khary Payton (Omega Strain, Dark Mirror).
Maggie Powers
Agentin des britischen Auslandsgeheimdienstes MI6, die Gabe im Serienverlauf mehrfach unterstützt. Im englischen Original vertont von Shannon Ward (Syphon Filter 3) und Jennifer Hale (Omega Strain, Dark Mirror, Logan's Shadow).
Mara Aramov
Eine ehemalige KGB-Agentin und eine der wichtigsten Antagonisten der Serie. Logans und Aramovs Wege kreuzen sich mehrfach. Aramov ist für den Tod mehrerer Personen im Umfeld Logans verantwortlich. Im englischen Original vertont von Anna Murivitskaya (Syphon Filter), Elina Fillipova (Syphon Filter 2), Corina Harmon (Syphon Filter 3) und Jennifer Hale (Omega Strain, Dark Mirror).

## Veröffentlichte Titel
| Titel                           | Erstveröffentlichung (US) | Entwickler      | Publisher                   | Plattform                                                                   |
| ------------------------------- | ------------------------- | --------------- | --------------------------- | --------------------------------------------------------------------------- |
| Syphon Filter                   | 31. Jan. 1999             | Eidetic         | Sony Computer Entertainment | PlayStation, PlayStation 3, PlayStation Portable, PlayStation Vita, Android |
| Syphon Filter 2                 | 29. Feb. 2000             | Eidetic         | Sony Computer Entertainment | PlayStation, PlayStation 3, PlayStation Portable                            |
| Syphon Filter 3                 | 5. Nov. 2001              | SCE Bend Studio | Sony Computer Entertainment | PlayStation, PlayStation 3, PlayStation Portable, PlayStation Vita, Android |
| Syphon Filter: The Omega Strain | 4. Mai 2004               | SCE Bend Studio | Sony Computer Entertainment | PlayStation 2                                                               |
| Syphon Filter: Dark Mirror      | 14. März 2006             | SCE Bend Studio | Sony Computer Entertainment | PlayStation 2, PlayStation Portable                                         |
| Syphon Filter: Logan's Shadow   | 2. Okt. 2007              | SCE Bend Studio | Sony Computer Entertainment | PlayStation 2, PlayStation Portable                                         |
| Syphon Filter: Combat Ops       | 20. Nov. 2007             | SCE Bend Studio | Sony Computer Entertainment | PlayStation Portable                                                        |